# Karl von Colloredo
Graf Karl Borromäus von Colloredo (* 31. Juli 1718; † 26. Oktober 1786 in Venedig) war Großbaillis und Landkomtur der Balley Österreich, auch Ordenskomtur von Wien Neustadt, Graz am Lech und Speyer, k. k. Geheimer Rat, Kämmerer sowie Feldmarschall-Lieutenant, Inhaber des k. k Infanterie-Regiments Nr. 40 und Diplomat.

## Herkunft
Er entstammte dem Adelsgeschlecht derer von Colloredo. Seine Eltern waren Graf Hieronymus von Colloredo (* 1674; † 2. Februar 1726 in Wien) und dessen Ehefrau Johanna Charlotte Kinsky von Wchinitz und Tettau (* 27. Juli 1675; † 23. Februar 1755). Sein Vater war von 1714 bis 1717 Landeshauptmann in Mähren und dann Gouverneur in Mailand und erwarb das Oberst-Erbtruchseßamt für seine Familie. Seine Brüder waren Rudolf Josef (1706–1788), der 1763 zum Reichsfürsten erhoben wurde, und Anton (1707–1785), später Großprior des Malteserordens in Ungarn.

## Leben
Er schloss sich dem Malteserorden an und ging in kaiserliche Dienste. Während des 7. Türkenkrieges wurde er zum Hauptmann, schnell wurde er Oberstleutnant und bereits 1742 kaiserlicher Oberst. Während des Österreichischen Erbfolgekrieges kämpfte er besonders 1745 und 1746 in Italien sowie später auch gegen die Preußen. Am 15. Februar 1753 wurde er Generalfeldwachtmeister, k.k. Wirklicher Geheimer Rat, Inhaber des Infanterieregiments No. 40. Außerdem war er von 1753 bis 1757 k. k. Gesandter in England. Nach seiner Rückkehr wurde er am 15. April 1758 zum Feldmarschall-Lieutenant befördert. 
Nach dem Siebenjährigen Krieg wurde er 1764 im Malteserorden Nachfolger des Grafen Johann Joseph von Harrach als Großbaillis und Kommandeur der teutschen Ritterordensballey Österreich sowie Landkomtur von Wien ́Neustadt und Linz.
Er erkrankte auf einer Reise nach Venedig und starb dort den 26. Oktober 1786. Er wurde in der Pfarrkirche Sant Benedetto in die Gruft gesenkt, außerdem wurde ihm dort ein Epitaph errichtet.